# Воспитание чувств (фильм)
«Воспитание чувств» (англ. An Education — «Образование») — художественный мелодраматический фильм режиссёра Лоне Шерфиг, основанный на одноименных автобиографических мемуарах, написанных британской журналисткой Линн Барбер. Главные роли исполняют Кэри Маллиган и Питер Сарсгаард.
Премьера фильма состоялась в 2009 году на кинофестивале «Санденс», где картина получила широкое признание критиков и несколько наград. Премьера в США состоялась 16 октября 2009 года. Три номинации на премию «Оскар» как лучшему фильму года, за лучшую женскую роль (Кэрри Маллиган) и лучший адаптированный сценарий Ника Хорнби. Кэрри Маллиган также была удостоена премии «BAFTA» в категории «Лучшая актриса».

## Сюжет
Действие фильма разворачивается в 1960-х годах, в Англии. Главной героине — Дженни — 16 лет, она способная ученица, талантливая виолончелистка, мечтающая о поступлении в Оксфорд. Но после знакомства с обаятельным красавцем Дэвидом, который вдвое её старше, но зато водит спортивную машину, носит модную одежду, знает о джазе и Равеле, арт-аукционах и закрытых клубах, уикендах в Париже и прочих шикарных вещах, Оксфорд перестает казаться Дженни обязательным пунктом программы.

## В ролях
- Кэри Маллиган — Дженни Меллор
- Питер Сарсгаард — Дэвид Голдман
- Альфред Молина — Джек Меллор
- Кара Сеймур — Марджори Меллор
- Оливия Уильямс — мисс Стаббс
- Доминик Купер — Дэнни
- Розамунд Пайк — Хелен
- Эмма Томпсон — мисс Уолтерс
- Мэттью Бэрд — Грэм
- Салли Хокинс — Сара Голдман

## Создание
Режиссёром ленты могла стать Бибан Кидрон, но пре-продакшн «Воспитания чувств» растянулся на полтора года. За это время Кидрон успела подписаться на съёмки «Хиппи Хиппи Шейк» и была вынуждена покинуть проект. За неделю до начала съёмок из проекта выбыл Орландо Блум, его заменил Доминик Купер.

## Награды и номинации

### Номинации
- 2010 — Премия «Оскар»
  - Лучший фильм — Филона Двайер, Аманда Поузи
  - Лучшая женская роль — Кэри Маллиган
  - Лучший адаптированный сценарий — Ник Хорнби

- 2010 — «Золотой глобус»
  - Лучшая женская роль (драма) — Кэри Маллиган

- 2010 — BAFTA
  - Лучший фильм — Филона Двайер, Аманда Поузи
  - Лучшая мужская роль второго плана — Альфред Молина
  - Лучший режиссёр — Лоне Шерфиг
  - Лучший адаптированный сценарий — Ник Хорнби
  - Лучшие костюмы — Одиль Дикс-Миро
  - Лучший грим — Элизабет Янни-Георгиу
  - Лучший британский фильм — Филона Двайер, Аманда Поузи, Лоне Шерфиг, Ник Хорнби

- 2009 — Кинофестиваль Сандэнс
  - Гран-при в категории «Драматический фильм» (Программа «Мировое кино») — Лоне Шерфиг

- 2010 — премия Гильдии киноактеров США
  - Лучшая женская роль — Кэри Маллиган
  - Лучший актерский состав

- 2010 — Кинопремия «Империя»
  - Лучший британский фильм
  - Лучшая актриса — Кэри Маллиган
  - Лучший дебют — Кэри Маллиган

### Награды
- 2010 — BAFTA
  - Лучшая женская роль — Кэри Маллиган

- 2009 — Кинофестиваль Сандэнс
  - Приз за операторскую работу в категории «Драматический фильм» (Программа «Мировое кино») — Джон де Борман
  - Приз зрительских симпатий в категории «Драматический фильм» (Программа «Мировое кино») — Лоне Шерфиг

- 2010 — премия «Независимый дух»
  - Лучший зарубежный фильм — Лоне Шерфиг

- 2009 — премия Национального совета кинокритиков США
  - Лучшая актриса — Кэри Маллиган